# Andrea Martin
Andrea Louise Martin (Portland, 15 de janeiro de 1947) é uma atriz, cantora e comediante estadunidense-canadense, mais conhecida por seu trabalho na série televisiva SCTV e Great News. Já apareceu em filmes como Black Christmas (1974), Wag the Dog (1997), Hedwig e Angry Inch (2001), My Big Fat Greek Wedding (2002), My Big Fat Greek Wedding 2 (2016) e Little Itália (2018). Ela também emprestou sua voz aos filmes de animação Anastasia (1997), Os Anjinhos O Filme (1998) e Jimmy Neutron: Menino Gênio (2001).